# Городской округ (территориальная единица)
Городско́й о́круг — название типа территориальных единиц в разных странах, как государственно-административных, так и относящихся исключительно к местному самоуправлению, но не государственной власти (например, в России местное самоуправление не входит в систему органов государственной власти).
Городским округом может назваться город или (и) муниципальное образование, не входящее в состав типичных административных единиц местного значения (районов в России, округов в США и т. п.).

## Россия
В России понятие городской округ введено Федеральным законом «Об общих принципах организации местного самоуправления в Российской Федерации» от 06.10.2003 № 131-ФЗ (ред. от 28.12.2013). Согласно этому закону городской округ, наряду с городом, является видом городского поселения и рассматривается не с точки зрения органов государственного управления, а с точки зрения муниципального деления и формирования органов местного самоуправления. Городской округ является видом муниципального образования, обладающего определённым статусом. Городской округ не входит в состав муниципального района. Органы местного самоуправления городского округа осуществляют полномочия по решению вопросов местного значения, а также могут осуществлять отдельные государственные полномочия, передаваемые органам местного самоуправления федеральными законами и законами субъектов Российской Федерации. Часто понятие городской округ и город используются в одном значении
В России более 500 муниципальных образований со статусом «городской округ». Он может состоять из собственно города и других населённых пунктов. Так, город Владивосток входит в состав Владивостокского городского округа вместе с рядом посёлков.
С точки зрения использования англоязычного термина independent city в России три независимых города — Москва, Санкт-Петербург и Севастополь которые являются городами федерального значения.

## Канада
В канадской провинции Онтарио «независимые города» (определение, схожее с определением в США) носят название «отдельные, или одноуровневые муниципалитеты» (single-tier municipality). Подобные образования есть также в провинциях Квебек, Альберта и Нью-Брансуик.

## Китай
Городской округ (города окружного значения; кит. упр. 地级市, пиньинь dìjíshì, палл. дицзиши, англ. Prefecture-level city) — административная единица окружного уровня в Китае. Изначально городскими были более урбанизированные округа, в частности округа, в которых находились центры провинций и другие крупные города. Однако постепенно всё большее число округов становилось городскими и в 1980—2000-е годы большинство округов было преобразовано в городские округа.
Городские округа входят в состав провинций и в свою очередь разделяются на уезды, в том числе городские уезды.
Городские округа не являются «городами» в привычном смысле слова, поскольку помимо собственно городской зоны они включают обширные сельские территории, поэтому название «городской округ» является более корректным.

## Польша
В Польше существует 65 городов на правах повета (miasta na prawach powiatu); этот статус имеют основные города страны, например, Варшава, Краков и Гданьск.

## США
В США существует понятие independent city («независимый город»), то есть город, не входящий в состав ни одного округа. Независимые города существуют только в пяти штатах: Балтимор в Мэриленде, Карсон-Сити в Неваде, Анкоридж, Джуно и Ситка в Аляске, Сент-Луис в Миссури, а также 39 независимых городов в Виргинии, конституция которой специально предусматривает такой род административных единиц.
Близкое (но не совсем равнозначное) понятие — consolidated city-county («объединённый город-округ»), которое означает округ, в котором органы самоуправления округа и города объединены. Например, Сан-Франциско, Филадельфия и Денвер являются «городами-округами».
Столица США в некотором смысле также может считаться городским округом, поскольку все округа (местного уровня) на территории федерального субъекта Округ Колумбия были упразднены в конце XIX века.

## ЮАР
Округа Южно-Африканской Республики, правительства которых управляют крупными городами с прилегающими территориями, или целыми конурбациями. В соответствии с Конституцией ЮАР, городские округа создаются решением правительства провинции.